# 13 (album Black Sabbath)
13 – dziewiętnasty i ostatni album studyjny brytyjskiej heavymetalowej grupy Black Sabbath, który został wydany 11 czerwca 2013 roku. Jest to pierwszy album studyjny stworzony pod szyldem Black Sabbath od czasu wydanego w 1995 roku Forbidden, a także pierwszy album z pierwotnym wokalistą Ozzym Osbournem oraz basistą Geezerem Butlerem od czasu Reunion, który miał swoją premierę w 1998 roku. Poza założycielami zespołu – Osbournem, Iommim oraz Butlerem – udział w tworzeniu albumu w charakterze muzyka sesyjnego wziął także Brad Wilk, perkusista Rage Against the Machine oraz Audioslave.
W Polsce album osiągnął status platynowej płyty.

## Lista utworów
| Nr | Tytuł utworu           | Długość |
| -- | ---------------------- | ------- |
| 1. | „End of the Beginning” | 8:07    |
| 2. | „God Is Dead?”         | 8:54    |
| 3. | „Loner”                | 5:06    |
| 4. | „Zeitgeist”            | 4:28    |
| 5. | „Age of Reason”        | 7:02    |
| 6. | „Live Forever”         | 4:49    |
| 7. | „Damaged Soul”         | 7:43    |
| 8. | „Dear Father”          | 7:06    |
|    |                        | 53:15   |

| Utwory bonusowe Deluxe Edition | Utwory bonusowe Deluxe Edition | Utwory bonusowe Deluxe Edition |
| Nr                             | Tytuł utworu                   | Długość                        |
| ------------------------------ | ------------------------------ | ------------------------------ |
| 1.                             | „Methademic”                   | 5:57                           |
| 2.                             | „Peace of Mind”                | 3:40                           |
| 3.                             | „Pariah”                       | 5:34                           |
|                                |                                | 15:11                          |

| Best Buy CD2 | Best Buy CD2       | Best Buy CD2 |
| Nr           | Tytuł utworu       | Długość      |
| ------------ | ------------------ | ------------ |
| 1.           | „Methademic”       | 5:57         |
| 2.           | „Peace of Mind”    | 3:40         |
| 3.           | „Pariah”           | 5:34         |
| 4.           | „Naïveté in Black” | 3:52         |
|              |                    | 19:03        |

## Twórcy
Black Sabbath
- Ozzy Osbourne – wokal
- Tony Iommi – gitara
- Geezer Butler – gitara basowa

Muzycy sesyjni
- Brad Wilk – perkusja

Produkcja
- Rick Rubin – produkcja
- Greg Fidelman, Mike Exeter, Dana Nielsen – inżynieria dźwięku
- Andrew Scheps – miksowanie
- Stephen Marcussen, Stewart Whitmore – mastering